# Wally Cox
Wallace Maynard Cox (* 6. Dezember 1924 in Detroit, Michigan; † 15. Februar 1973 in Los Angeles, Kalifornien) war ein US-amerikanischer Schauspieler.

## Leben
Wally Cox wuchs in Evanston, Illinois mit seinem späteren Freund Marlon Brando auf. Während der Zeit des Zweiten Weltkrieges zog die Familie nach New York, wo Wally nach Kriegsende eine Metallfachausbildung beginnen wollte. Er besuchte das City College of New York und studierte an der New York University. Bei der Unterstützung seiner kranken Mutter durch den Verkauf von Schmuck in einem kleinen Geschäft und auf Partys ließ er sich lustige Texte einfallen, die von der Kundschaft positiv aufgenommen wurden. Er baute sein Talent ab Dezember 1948 in Nachtclubs aus, bis er durch Zufall wieder Marlon Brando begegnete. Brando schaffte es, ihn für die Schauspielerei zu begeistern, so dass sie schließlich gemeinsam Schauspielunterricht nahmen.
In den Jahren 1948–1949 folgten die ersten Filmangebote. Landesweite Bekanntheit erlangte er mit der Hauptrolle in der noch live gesendeten Sitcom Mr. Peepers (1952–1955). Die Rolle des Mr. Peepers, für die er zwei Emmy-Nominierungen bekam, machte ihn in den USA zum gefeierten Fernsehstar. Anschließend spielte Cox in weiteren Fernsehproduktionen mit, vor allem die Rolle des Hiram Holliday in
Die seltsamen Abenteuer des Hiram Holliday (1956–1957) steigerte seine Popularität.
Er war fortan ein sehr gefragter Schauspieler, der sich nicht nur auf Fernsehproduktionen beschränkte. Er spielte auch am Theater und war häufig Gast in Fernsehshows, wie zum Beispiel in The Hollywood Squares. Neben seiner Schauspielerei machte Cox sich auch als Musiker und Sänger (er konnte sogar Jodeln) und Schriftsteller einen Namen.
Nach Cox’ Tod 1973 im Alter von 48 Jahren durch einen Herzanfall bewahrte Marlon Brando dessen Asche 30 Jahre lang bei sich zu Hause auf und erst nach Brandos Tod wurde beider Asche verstreut.

## Filmografie (Auswahl)
- 1949: Fireside Theatre (Fernsehserie, 1 Folge)
- 1952: Der unsichtbare Schütze (The Sniper)
- 1952–1955: Mister Peepers (Fernsehserie, 65 Folgen)
- 1956–1957: Die seltsamen Abenteuer des Hiram Holliday (The Adventures of Hiriam Holliday; Fernsehserie, 26 Folgen)
- 1962: Texas-Show (State Fair)
- 1962: Something’s Got to Give (unvollendet)
- 1963: Sommer der Erwartung (Spencer’s Mountain)
- 1964: Bezwinger des Todes (Fate Is the Hunter)
- 1964: Der gelbe Rolls-Royce (The Yellow Rolls-Royce)
- 1964–1967: Underdog (Fernsehserie, 117 Folgen; nur Stimme)
- 1965: Zwischenfall im Atlantik (The Bedford Incident)
- 1965: Morituri
- 1966: Kobra, übernehmen Sie (Fernsehserie, 1 Folge)
- 1967: Leitfaden für Seitensprünge (A Guide for the Married Man)
- 1967/1968: Bonanza (Fernsehserie, 2 Folgen)
- 1970: Eine Frau für Charley (Cockeyed Cowboys of Calico County)
- 1971: Der barfüßige Generaldirektor (The Barefoot Executive)
- 1972: Alias Smith and Jones (Fernsehserie, 1 Folge)
- 1973: Search (Fernsehserie, 1 Folge)